# Kolberg (film)
Pour les articles homonymes, voir Kolberg (homonymie).
Pour plus de détails, voir Fiche technique et Distribution.
Kolberg est un film de propagande allemand, réalisé par Veit Harlan, alors que le Troisième Reich vivait ses derniers mois. Commandé en 1943, le film est projeté la première fois début décembre 1944 devant Goebbels, fortement impressionné par le prémontage qui lui est alors proposé ; le 30 janvier 1945, simultanément à Berlin et dans la base navale de La Rochelle, la version définitive est montrée pour la première fois au public. Il a été aussi projeté à la chancellerie du Reich après l'émission du dernier message radio d'Hitler le 30 janvier. La musique du film est de Norbert Schultze.

## Synopsis
En 1813, après la campagne d'Allemagne, des régiments Landwehr et des volontaires prussiens défilent dans les rues de Breslau au milieu d'une foule enthousiaste. Suit un dialogue entre le roi Frédéric-Guillaume III de Prusse et le comte August von Gneisenau, dans lequel Gneisenau explique que le siège de Kołobrzeg a enseigné l'importance des armées citoyennes et que les rois qui ne peuvent pas diriger doivent abdiquer. La scène passe alors à un flash back montrant  Vienne en 1806 lors de l'abdication du dernier empereur du Saint-Empire romain germanique, François II d'Autriche.
À Kołobrzeg, qui a été épargné par la guerre, les habitants profitent de la vie et les dirigeants de la ville, Nettelbeck en tête, discutent des proclamations de Napoléon et de ce que cela signifie pour eux. Certains voient les victoires françaises comme une bonne chose mais d'autres se demandent s'ils ne devraient pas partir. Finalement, Nettelbeck est le seul décidé à résister aux Français. Nettelbeck va alors organiser la défense de la ville, en luttant contre la lâcheté, la léthargie et les idées démodées du commandant de la garnison. On crée également dans la foulée une milice de citoyens et ce malgré les efforts de l'armée prussienne pour empécher cela.
Avec le temps et après avoir été menacé d'exécution, et convaincu que Kolberg ne peut être sauvé que si l'on trouve un grand chef, Nettelbeck envoie Maria faire un dangereux voyage jusqu'à Königsberg, où la Cour de Prusse s'est retirée, pour rencontrer le roi et la reine Louise, que Napoléon a décrite comme étant le seul homme de toute la Prusse. Le voyage de Maria conduit à l'envoi à Kolberg de l'énergique et charismatique Gneisenau et après une confrontation initiale avec Nettelbeck, afin de montrer qu'il n'y a qu'un seul chef dans la ville, les deux hommes travaillent ensemble avec l'armée et les citoyens pour sauver la ville des Français. Après le sauvetage de Kolberg, le flash back nous ramène en 1813 après la convention de Tauroggen, une époque où Napoléon a été vaincu en Russie et où les dirigeants prussiens se demandent s'il est temps de se retourner ouvertement contre lui. Frédéric-Guillaume est convaincu par Gneisenau de le faire et s'assoit pour écrire la proclamation An Mein Volk annonçant les guerres de libération.

## Tournage
Kolberg, commencé en 1943, a été tourné en Agfacolor et a coûté plus de huit millions de Marks, ce fut le film le plus cher de l'époque nazie. Des milliers de soldats y auraient été employés en les faisant venir à grands frais des unités où ils étaient engagés. Pour les scènes de film tournées en été et qui devaient montrer de la neige, 100 wagons apportèrent du sel sur place. Le film fut terminé aux studios de Babelsberg, à Potsdam, alors que la ville voisine de Berlin était la proie des bombardements.

## Projections
Le film fut projeté à Berlin dans un cinéma de fortune et, jusqu'à la chute de la ville, en mai 1945, les représentations se firent sous la menace des attaques aériennes ; le film vint beaucoup trop tard pour atteindre l'effet de propagande souhaité. Beaucoup de salles de spectacle partout en Allemagne avaient déjà été détruites.
Goebbels note dans ses carnets intimes : « 1er décembre 1944, Kolberg est enfin terminé, le peuple allemand va en avoir bien besoin »[source insuffisante]. En effet, dans son journal, il place de grandes espérances dans ce film, comparant l'effet du film à celui de l'annonce d'une victoire, même s'il semble ne pas porter sur la réalité de la situation du Reich en décembre 1944.
En mars 1945, lorsque la ville de Kolberg est menacée par l'Armée rouge, le modèle de défense héroïque proposé par le film n'est pas adopté par le commandant de la place forte, qui résiste le temps d'évacuer le maximum de civils avant de retirer par la mer les troupes qui défendaient la ville.
Le film disparaît des écrans après la capitulation du Troisième Reich. Il réapparaît en 1965, à travers un documentaire réalisé par Lothar Kompatzki intitulé L'affaire Kolberg. Le film original est entrecoupé de bandes d'actualités contemporaines sur la fin de la guerre, afin de mettre en évidence la façon dont l'histoire avait été elle aussi mobilisée pour la propagande.
En 1998 puis en 2017, Kolberg a été diffusé par Arte dans une version restaurée numériquement.

## Distribution
- Kristina Söderbaum : Maria Werner
- Heinrich George : Joachim Nettelbeck (de)
- Horst Caspar : Le comte von Gneisenau
- Gustav Diessl : Ferdinand von Schill
- Paul Wegener : Le colonel von Loucadou
- Kurt Meisel : Claus Werner
- Otto Wernicke : Le fermier Werner
- Irene von Meyendorff : La reine Louise de Prusse
- Claus Clausen : le roi Frédéric-Guillaume III
- Herbert A.E. Böhme
- Theo Shall : général Loison
- Charles Schauten : L'empereur Napoléon Ier

## Autour du film
Le film visait à galvaniser le moral des Allemands au cours de la dernière phase de la Seconde Guerre mondiale. Il se fonde sur l'autobiographie de Joachim Nettelbeck (de), maire de Kolberg, qui avait raconté comment la forteresse de la ville s’était défendue avec succès en 1807 contre les troupes françaises, à la fin de la guerre de la quatrième coalition. Le maire avait réussi à transformer la population locale en une milice efficace et fanatique, malgré le pessimisme des autorités militaires sur place. C’est alors qu’un officier, le comte August von Gneisenau, qui devait devenir le feld-maréchal prussien réformateur que l’on connaît, avait remplacé le commandant militaire et, de concert avec Nettelbeck, avait tout fait pour conserver la ville au roi de Prusse.
Le leitmotiv du film : « das Volk steht auf, der Sturm bricht los » (le peuple se lève, la tempête se déchaîne) est tiré du poème Männer und Buben (1813) de Theodor Körner. reprend directement l'un des slogans de la propagande de Goebbels. Celui-ci voulait croire contre toute évidence à un sursaut du peuple pour sauver le régime hitlérien du naufrage. Les enfants, les femmes et les personnes âgées embrigadées dans le Volkssturm devaient y trouver un exemple.

## Article annexe
- Liste des longs métrages allemands créés sous le nazisme